# Planetoidy przecinające orbitę Saturna

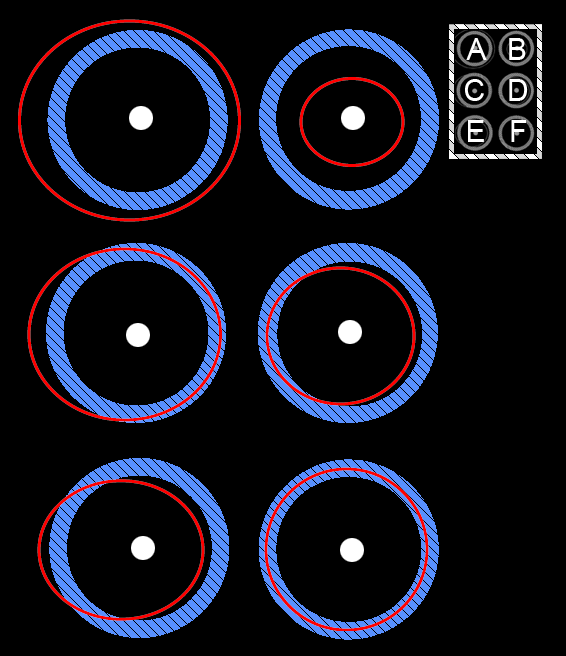
Orbity:
zewnętrzna - (A)
wewnętrzna - (B)
stykająca od zewnątrz - (C)
stykająca od wewnątrz - (D)
przecinająca - (E)
współorbitująca - (F)

Planetoidy przecinające orbitę Saturna – planetoidy, których orbita przecina orbitę Saturna. Obecnie znamy tylko jedną planetoidę, której orbita styka się z orbitą Saturna od wewnątrz, (944) Hidalgo. Nie są znane obiekty, których orbity stykały by się z orbitą Saturna od zewnątrz, ani obiekty koorbitalne dla tej planety. Nie wszystkie planetoidy przecinające orbitę Saturna są centaurami. 

## Lista ponumerowanych planetoid przecinających orbitę Saturna
- (944) Hidalgo (styka się z orbitą Saturna od wewnątrz)
- (2060) Chiron
- (5145) Pholus
- (5335) Damocles
- (8405) Asbolus
- (15504) 1999 RG33
- (20461) Dioretsa
- (31824) Elatus
- (32532) Thereus
- (37117) 2000 VU2
- (52872) Okyrhoe
- (60558) Echeclus
- (63252) 2001 BL41
- (65407) 2002 RP120